# Sidi Bouzid (província)
A província de Sidi Bouzid (em árabe: ولاية سيدي بوزيدس; em francês: gouvernorat de Sidi Bouzid), também grafado como província de Sidi Bou Zid ou de Sīdī Bū Zayd, é uma província do centro da Tunísia, criada em 1973.
- capital: Sidi Bouzid
- área: 7 400 km²
- população: 395 506 habitantes (2004);[2] 419 200 (estimativa de 2013)[3]
- densidade: 53,4 hab./km² (2004)

| Delegação           | População em 2004 |
| ------------------- | ----------------- |
| Bir El Hafey        | 33 979            |
| Cebbala Ouled Asker | 18 618            |
| Jilma               | 36 861            |
| Meknassy            | 22 617            |
| Menzel Bouzaiane    | 23 668            |
| Mezzouna            | 22 839            |
| Ouled Haffouz       | 19 910            |
| Regueb              | 58 776            |
| Sidi Ali Ben Aoun   | 24 896            |
| Sidi Bouzid Leste   | 48 371            |
| Sidi Bouzid Oeste   | 65 761            |
| Souk Jedid          | 19 210            |